# Nuoto ai campionati mondiali di nuoto 2024 - 1500 metri stile libero femminili
La gara di nuoto dei 1500 metri stile libero femminili dei campionati mondiali di nuoto 2024 è stata disputata il 12 e il 13 febbraio 2024 presso l'Aspire Dome di Doha. Vi hanno preso parte 23 atleti provenienti da 29 nazioni.
La competizione è stata vinta dalla nuotatrice italiana Simona Quadarella, mentre l'argento e il bronzo sono andati rispettivamente alla cinese Li Bingjie e alla tedesca Isabel Marie Gose.

## Podio
| Posizione | Atleta            | Nazionalità |
| --------- | ----------------- | ----------- |
| Oro       | Simona Quadarella | Italia      |
| Argento   | Li Bingjie        | Cina        |
| Bronzo    | Isabel Marie Gose | Germania    |

## Programma
| Data             | Ora (UTC+9) | Turno    |
| ---------------- | ----------- | -------- |
| 12 febbraio 2024 | 11:46       | Batterie |
| 13 febbraio 2024 | 20:10       | Finale   |

## Record
Prima della competizione il record del mondo e il record dei campionati erano i seguenti:
| Record mondiale       | 15'20"48 | Katie Ledecky Stati Uniti | 16 maggio 2018 Indianapolis, Stati Uniti |
| Record dei campionati | 15'25"48 | Katie Ledecky Stati Uniti | 4 agosto 2015 Kazan', Russia             |

Nel corso della competizione non sono stati migliorati.

## Risultati

### Batterie
| Pos. | Batteria | Corsia | Atleta                  | Nazionalità   | Tempo    | Note |
| ---- | -------- | ------ | ----------------------- | ------------- | -------- | ---- |
| 1    | 3        | 4      | Simona Quadarella       | Italia        | 16'02"96 | Q    |
| 2    | 3        | 5      | Isabel Marie Gose       | Germania      | 16'10"60 | Q    |
| 3    | 2        | 5      | Li Bingjie              | Cina          | 16'13"61 | Q    |
| 4    | 2        | 3      | Maddy Gough             | Australia     | 16'14"48 | Q    |
| 5    | 2        | 4      | Anastasija Kirpičnikova | Francia       | 16'14"76 | Q    |
| 6    | 2        | 6      | Yang Peiqi              | Cina          | 16'14"85 | Q    |
| 7    | 2        | 2      | Eve Thomas              | Nuova Zelanda | 16'16"43 | Q    |
| 8    | 3        | 2      | Kristel Köbrich         | Cile          | 16'16"62 | Q    |
| 9    | 3        | 6      | Kate Hurst              | Stati Uniti   | 16'17"83 |      |
| 10   | 2        | 1      | Caitlin Deans           | Nuova Zelanda | 16'17"98 |      |
| 11   | 3        | 7      | Agostina Hein           | Argentina     | 16'21"68 |      |
| 12   | 3        | 3      | Beatriz Dizotti         | Brasile       | 16'25"90 |      |
| 13   | 3        | 0      | Ichika Kajimoto         | Giappone      | 16'27"96 |      |
| 14   | 3        | 8      | Gan Ching Hwee          | Singapore     | 16'29"74 |      |
| 15   | 2        | 7      | Tamila Holub            | Portogallo    | 16'31"64 |      |
| 16   | 2        | 0      | Ajna Késely             | Ungheria      | 16'34"84 |      |
| 17   | 3        | 1      | Kayla Han               | Stati Uniti   | 16'35"02 |      |
| 18   | 1        | 4      | Stephanie Houtman       | Sudafrica     | 16'35"39 |      |
| 19   | 2        | 8      | Alisee Pisane           | Belgio        | 16'37"91 |      |
| 20   | 3        | 9      | Imani de Jong           | Paesi Bassi   | 16'43"55 |      |
| 21   | 2        | 9      | Lucie Hanquet           | Belgio        | 16'48"23 |      |
| 22   | 1        | 5      | Nip Tsz Yin             | Hong Kong     | 17'04"85 |      |
| 23   | 1        | 3      | Malak Meqdar            | Marocco       | 18'06"86 |      |

### Finale
| Pos.    | Corsia | Atleta                  | Nazionalità   | Tempo    | Note |
| ------- | ------ | ----------------------- | ------------- | -------- | ---- |
| Oro     | 4      | Simona Quadarella       | Italia        | 15'46"99 |      |
| Argento | 3      | Li Bingjie              | Cina          | 15'56"62 |      |
| Bronzo  | 5      | Isabel Marie Gose       | Germania      | 15'57"55 |      |
| 4       | 1      | Eve Thomas              | Nuova Zelanda | 16'09"43 |      |
| 5       | 2      | Anastasija Kirpičnikova | Francia       | 16'12"98 |      |
| 6       | 7      | Yang Peiqi              | Cina          | 16'13"08 |      |
| 7       | 6      | Maddy Gough             | Australia     | 16'16"85 |      |
| 8       | 8      | Kristel Köbrich         | Cile          | 16'18"90 |      |